# Дрея Вебер
Дрея Вебер (англ. Dreya Weber) — американська артистка цирку (повітряна гімнастка) та акторка.
Переможниця премії кінофестивалю «Аутфест» за найкращу жіночу роль.
Грала також гімнастку в фільмі «Води слонам».

## Особисте життя
В інтерв'ю AfterEllen 2006 року Вебер описала себе як омнісексуальну людину.